# Campionati europei di atletica leggera 2016 - 100 metri piani femminili
I 100 metri piani femminili ai campionati europei di atletica leggera 2016 si sono svolti il 7 e l'8 luglio 2016 all'Olympisch Stadion di Amsterdam.

## Programma
| Data          | Ora   | Turno      |
| ------------- | ----- | ---------- |
| 7 luglio 2016 | 12:45 | 1º turno   |
| 8 luglio 2016 | 19:15 | Semifinali |
| 8 luglio 2016 | 21:45 | Finale     |

## Risultati

### 1º turno
Passano alle semifinali le prime quattro atlete di ogni batteria (Q) e le tre atleti con i migliori tempi tra gli esclusi (q).
Gruppo 1: -0.5 m/s, Gruppo 2: -0.4 m/s, Gruppo 3: -1.0 m/s
| Class | Gruppo | Corsia | Nome                     | Nazione     | Tempo | Note  |
| ----- | ------ | ------ | ------------------------ | ----------- | ----- | ----- |
| 1     | 1      | 1      | Rebekka Haase            | Germania    | 11.23 | Q     |
| 2     | 1      | 6      | Ramona Papaioannou       | Cipro       | 11.36 | Q     |
| 2     | 1      | 4      | Naomi Sedney             | Paesi Bassi | 11.36 | Q, SB |
| 4     | 2      | 4      | Olesya Povh              | Ucraina     | 11.37 | Q     |
| 5     | 1      | 3      | Inna Eftimova            | Bulgaria    | 11.39 | Q     |
| 6     | 3      | 2      | Gloria Hooper            | Italia      | 11.40 | Q     |
| 7     | 2      | 8      | Maja Mihalinec           | Slovenia    | 11.41 | Q     |
| 8     | 3      | 8      | Lorène Bazolo            | Portogallo  | 11.44 | Q     |
| 9     | 3      | 3      | Ezinne Okparaebo         | Norvegia    | 11.45 | Q     |
| 9     | 1      | 8      | Salomé Kora              | Svizzera    | 11.45 | q, PB |
| 11    | 1      | 7      | Irene Siragusa           | Italia      | 11.55 | q     |
| 11    | 1      | 2      | Maria Belibasaki         | Grecia      | 11.55 | q     |
| 13    | 2      | 5      | Amy Foster               | Irlanda     | 11.57 | Q     |
| 14    | 3      | 5      | Marika Popowicz-Drapała  | Polonia     | 11.61 | Q     |
| 15    | 2      | 2      | Jennifer Galais          | Francia     | 11.64 | Q     |
| 15    | 3      | 7      | Estela García            | Spagna      | 11.64 |       |
| 17    | 3      | 6      | Anasztázia Nguyen        | Ungheria    | 11.66 | SB    |
| 18    | 2      | 7      | Alexandra Bezeková       | Slovacchia  | 11.71 |       |
| 19    | 2      | 3      | Andreea Ograzeanu        | Romania     | 11.73 |       |
| 20    | 3      | 4      | Lina Grinčikaitė Samuolė | Lituania    | 11.77 |       |
| 21    | 2      | 6      | Marisa Lavanchy          | Svizzera    | 11.89 |       |
| 22    | 1      | 5      | Charlotte Wingfield      | Malta       | 11.90 |       |

### Semifinali
Passano alla finale le prime due atlete di ogni semifinale (Q) e le due atleti con i migliori tempi tra gli esclusi 
Gruppo 1: -1.0 m/s, Gruppo 2: -0.4 m/s, Gruppo 3: 0.2 m/s
| Class | Gruppo | Corsia | Nome                    | Nazione       | Tempo | Note   |
| ----- | ------ | ------ | ----------------------- | ------------- | ----- | ------ |
| 1     | 1      | 5      | Dafne Schippers         | Paesi Bassi   | 10.96 | Q      |
| 2     | 3      | 4      | Desiree Henry           | Gran Bretagna | 11.09 | Q      |
| 3     | 3      | 7      | Mujinga Kambundji       | Svizzera      | 11.23 | Q      |
| 4     | 2      | 5      | Ivet Lalova-Collio      | Bulgaria      | 11.26 | Q      |
| 5     | 2      | 4      | Tatjana Pinto           | Germania      | 11.27 | Q      |
| 6     | 2      | 6      | Nataliya Pohrebnyak     | Ucraina       | 11.27 | q      |
| 7     | 3      | 5      | Floriane Gnafoua        | Francia       | 11.32 | q      |
| 8     | 3      | 6      | Olesya Povh             | Ucraina       | 11.35 |        |
| 9     | 1      | 6      | Asha Philip             | Gran Bretagna | 11.37 | Q      |
| 10    | 3      | 9      | Ezinne Okparaebo        | Norvegia      | 11.44 |        |
| 10    | 3      | 8      | Naomi Sedney            | Paesi Bassi   | 11.44 |        |
| 12    | 1      | 7      | Rebekka Haase           | Germania      | 11.46 |        |
| 13    | 2      | 8      | Gloria Hooper           | Italia        | 11.48 |        |
| 14    | 1      | 9      | Ramona Papaioannou      | Cipro         | 11.55 |        |
| 15    | 1      | 8      | Maja Mihalinec          | Slovenia      | 11.55 |        |
| 16    | 2      | 7      | Lorène Bazolo           | Portogallo    | 11.57 |        |
| 17    | 2      | 9      | Jennifer Galais         | Francia       | 11.62 |        |
| 17    | 1      | 3      | Maria Belibasaki        | Grecia        | 11.62 |        |
| 17    | 3      | 3      | Amy Foster              | Irlanda       | 11.62 |        |
| 20    | 2      | 3      | Salomé Kora             | Svizzera      | 11.65 |        |
| 21    | 2      | 2      | Marika Popowicz-Drapała | Polonia       | 11.68 |        |
| 22    | 3      | 2      | Irene Siragusa          | Italia        | 11.78 |        |
| 23    | 1      | 2      | Inna Eftimova           | Bulgaria      | 11.85 |        |
| N.D.  | 1      | 4      | Stella Akakpo           | Francia       | dq    | R162.7 |

### Finale

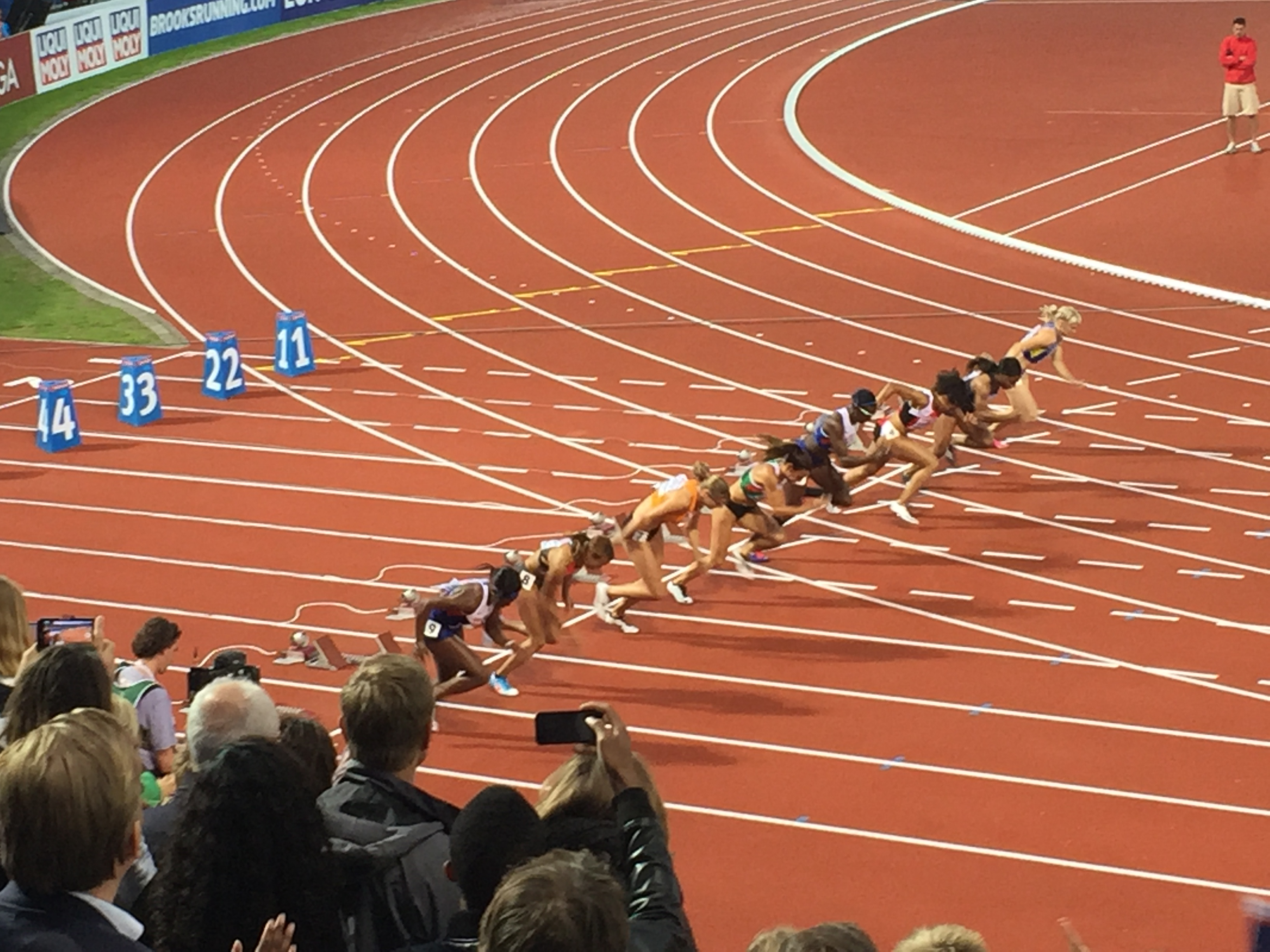
La partenza della finale.

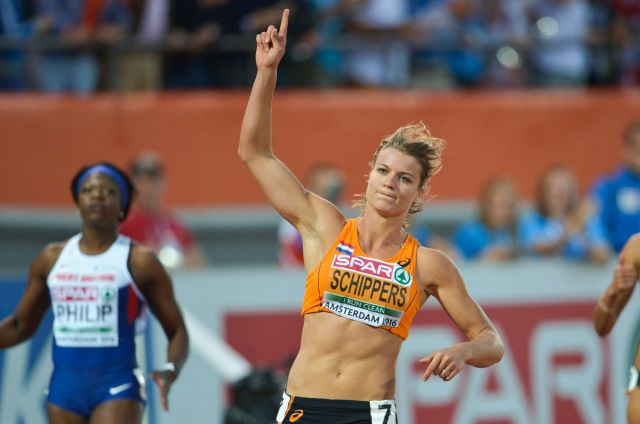
Dafne Schippers festeggia la vittoria.

Wind: -0.2 m/s
| Class   | Corsia | Nome                | Nazione       | Tempo | Note |
| ------- | ------ | ------------------- | ------------- | ----- | ---- |
| Oro     | 7      | Dafne Schippers     | Paesi Bassi   | 10.90 |      |
| Argento | 6      | Ivet Lalova-Collio  | Bulgaria      | 11.20 |      |
| Bronzo  | 4      | Mujinga Kambundji   | Svizzera      | 11.25 |      |
| 4       | 9      | Asha Philip         | Gran Bretagna | 11.27 |      |
| 5       | 2      | Nataliya Pohrebnyak | Ucraina       | 11.28 |      |
| 6       | 8      | Tatjana Pinto       | Germania      | 11.33 |      |
| 7       | 3      | Floriane Gnafoua    | Francia       | 11.36 |      |
| N.D.    | 5      | Desiree Henry       | Gran Bretagna | dnf   |      |